# بينيت إتش يونغ
بينيت إتش يونغ (بالإنجليزية: Bennett H. Young) هو محامي أمريكي، ولد في 1843 في نيشلسفيل في الولايات المتحدة، وتوفي في 1919.